# グース湖 (オレゴン州・カリフォルニア州)

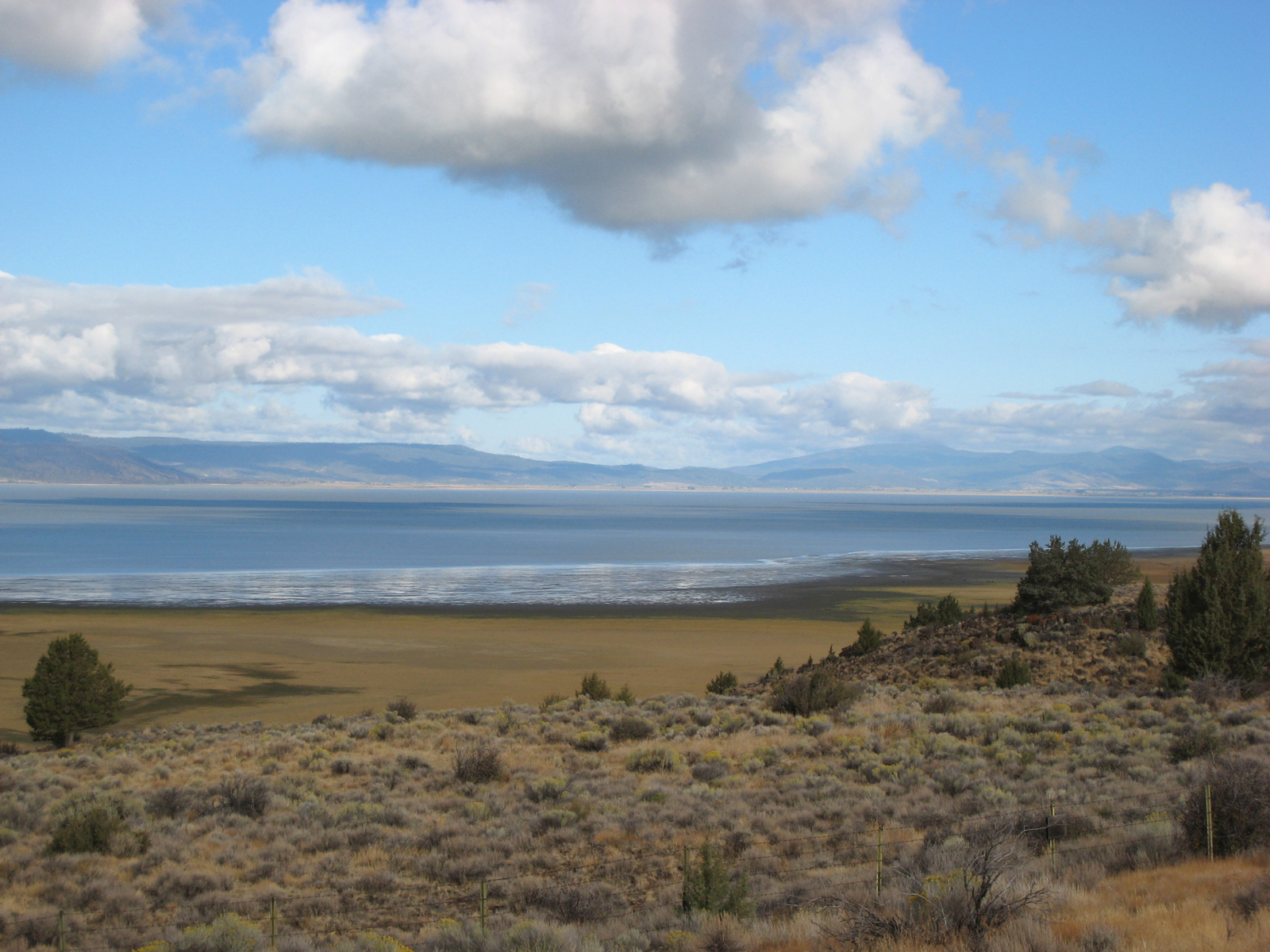
グース湖（州境界付近）

グース湖 (Goose Lake) はアメリカ合衆国のオレゴン州とカリフォルニア州の境界部、グースレイク・バレーにある湖。アルカリ湖。面積147平方マイル (380 km2)。オレゴン州側はレイク郡、カリフォルニア州側はモドック郡に属す。
他のグレートベースンの湖同様、更新世に降雨と溶けた氷河により形成された多雨湖である。
グース湖は1851年、1852年、1926年、1929–1934年、1992年、2009年、2013年、2014年、2015年には完全に干上がっている。また、1868年にはピット川（サクラメント川支流）流域へあふれ出している。元はピット川の水源であったが、水の量による水位の低下により流出しなくなった。しかし、稀に高水位となった際はピット川へ流出することがある。湖からのピット川以外の流出先は存在しない。
湖周辺にはフレモント国立森林公園 (Fremont National Forest) やモドック国立森林公園 (Modoc National Forest) がある。